# Aberdeen Exhibition and Conference Centre

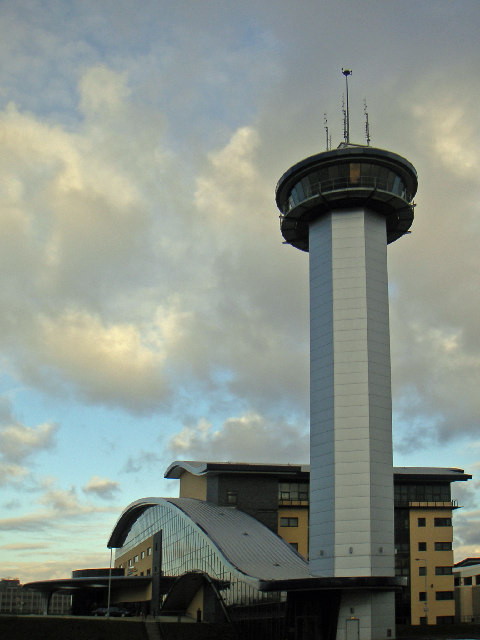
Wieża widokowa

Aberdeen Exhibition and Conference Centre − budowlany kompleks widowiskowo-sportowy, otwarty w 1985 roku, zlokalizowany w Aberdeen, w Szkocji. Pełni funkcję hotelu zrzeszonego w grupie Holiday Inn oraz centrum konferencyjnego z halą mogącą pomieścić ponad 4700 osób. W ostatnich latach AECC został w całości gruntownie przebudowany. Podczas prac budowlanych została wzniesiona wieża widokowa, będąca obecnie jedną z najwyższych struktur budowlanych w Aberdeen.
Aberdeen Exhibition and Conference Centre rocznie organizuje ponad 600 imprez i przyjmuje około 300 000 odwiedzających.
Obecnie w hali odbywa się szereg lokalnych imprez sportowych, m.in. Aberdeen Cup w tenisie ziemnym. Od 2006 roku w AECC ma miejsce faza grupowa i faza play-off rankingowego turnieju snookerowego Grand Prix. W kompleksie grały takie zespoły i wykonawcy muzyki jak: P!nk, Muse, The Killers, Travis oraz Lionel Richie.